# Duitse militaire begraafplaats in Hehlrath
De Duitse militaire begraafplaats in Hehlrath is een militaire begraafplaats in Noordrijn-Westfalen, Duitsland. Hehlrath is een stadsdeel van Eschweiler.
Op de begraafplaats liggen omgekomen Duitse militairen uit de Tweede Wereldoorlog.

## Begraafplaats
Op de begraafplaats rusten 190 Duitse militairen. De slachtoffers kwamen tijdens de slag om het Hürtgenwald om het leven. Het gebied rond Hehlrath maakte destijds enige deel uit van de frontlinie.